# 44e cérémonie des Filmfare Awards
La 44e cérémonie des Filmfare Awards s'est déroulée le 21 février 1999 à Bombay en Inde.

## Palmarès

### Récompenses populaires
| Catégorie                                    | Lauréat |
| -------------------------------------------- | --- |
| Meilleur film                                | Kuch Kuch Hota Hai - produit par Yash Johar et Hiroo Johar - réalisé par Karan Johar - avec Shah Rukh Khan, Kajol, Rani Mukherjee et Salman Khan |
| Meilleur réalisateur                         | Karan Johar (Kuch Kuch Hota Hai) |
| Meilleur acteur                              | Shahrukh Khan (Kuch Kuch Hota Hai) |
| Meilleure actrice                            | Kajol (Kuch Kuch Hota Hai) |
| Meilleur acteur dans un second rôle          | Salman Khan (Kuch Kuch Hota Hai) |
| Meilleure actrice dans un second rôle        | Rani Mukherjee (Kuch Kuch Hota Hai) |
| Meilleure prestation dans un rôle comique    | Johny Lever (Dulhe Raja) |
| Meilleure prestation dans un rôle de méchant | Ashutosh Rana (Dushman) |
| Meilleur espoir masculin                     | Fardeen Khan (Prem Aggan) |
| Meilleur espoir féminin                      | - |
| Meilleur compositeur                         | A.R. Rahman (Dil Se) |
| Meilleur parolier                            | Gulzar, pour la chanson « Chaiya Chaiya » (Dil Se)                                                                                               |
| Meilleur chanteur de play-back               | Sukhvinder Singh, pour la chanson « Chaiya Chaiya » (Dil Se)                                                                                     |
| Meilleure chanteuse de play-back             | Jaspinder Nirula, pour la chanson « Pyar to Hona » (Pyaar To Hona Hi Tha)                                                                        |

### Récompenses spéciales
- Nouveau visage de l'année : Preity Zinta (Dil Se et Soldier (en))

### Récompenses techniques
| Catégorie                          | Lauréat                                     |
| ---------------------------------- | ------------------------------------------- |
| Meilleure histoire                 | Mahesh Bhatt (Zakhm)                        |
| Meilleur scénario                  | Karan Johar (Kuch Kuch Hota Hai)            |
| Meilleurs dialogues                | Rajkumar Santoshi et K.K.Raina (China Gate) |
| Meilleure photographie             | Santosh Sivan (Dil Se)                      |
| Meilleure direction artistique     | Sharmishta Roy (Kuch Kuch Hota Hai)         |
| Meilleure chorégraphie             | Farah Khan pour « Chaiya Chaiya » (Dil Se)  |
| Meilleur son                       | H. Shridhar (Satya)                         |
| Meilleur montage                   | Apurva Asrani et Bhanu Daya (Satya)         |
| Meilleures cascades                | Akbar Bakshi (Soldier (en))                 |
| Meilleure musique d'accompagnement | Sandeep Chowtha (Satya)                     |